# Manwgan ap Selyf
Manwgan ap Selyf (fl. VII secolo) è stato un sovrano gallese del King of Powys del  VII secolo, figlio di Selyf Sarffgadau.
Secondo un'ipotesi, Manwgan ap Selyf salì sul trono nel 613 quando era ancora un ragazzo. Ciò aprì la strada all'invasione del Powys da parte di Eluadd ap Glast (alias Eiludd Powys), ex sovrano del  Dogfeiling. L'usurpatore regnò per circa 30 anni, prima di essere ucciso in battaglia contro la Northumbria, forse nella battaglia di Maes Cogwy (Oswestry) attorno al 642. La dinastia del Dogfeiling fu definitivamente abbattuta dai Sassoni attorno al 656 e Manwgan poté così riprendere il trono del Powys.